# ClG J2143-4423
ClG J2143-4423 è un ammasso di galassie situato nella costellazione della Gru. Con un redshift di z =2,38 la sua luce ha percorso quasi 11 miliardi di anni luce per giungere fino alla Terra, ma la distanza comovente è addirittura di circa 18,9 miliardi di anni luce.
Attorno a questo ammasso si sviluppa un filamento di galassie denominato ClG J2143-4423 A che è una delle strutture più grandi dell'Universo osservabile con dimensioni di circa 300 milioni di anni luce di lunghezza e 50 milioni di anni luce di larghezza. La distanza alla quale è posto equivale al fatto che una struttura così grande si era già sviluppata solo dopo 2,8 miliardi di anni dopo il Big Bang.
L'ammasso ClG J2143-4423 è stato studiato con dati ottenuti dal Telescopio spaziale Spitzer e con telescopi terrestri. Sono stati evidenziati i Blob Lyman-alfa, enormi bolle di gas incandescente che avvolge le galassie, delle dimensioni di dieci volte quelle di una singola galassia.
All'interno dell'ammasso, come illustrato dall'immagine, si assiste a processi di fusione galattica.